# Chrysochlamys gloriosa
Chrysochlamys gloriosa är en tvåhjärtbladig växtart som beskrevs av José Cuatrecasas. Chrysochlamys gloriosa ingår i släktet Chrysochlamys och familjen Clusiaceae. Inga underarter finns listade i Catalogue of Life.